# 牛パルボウイルス病
牛パルボウイルス病（うしパルボウイルスびょう、英：bovine parvovirus infection）とは、牛パルボウイルスへの感染を原因とするウシの感染症。
牛パルボウイルスはパルボウイルス科に属するDNAウイルスであり、下痢、呼吸器症状、結膜炎を引き起こすほか、妊娠牛では流産を引き起こすことがある。ワクチンはない。